# Janko Čar
Janko Čar, slovenski pesnik, pisatelj in režiser, * 11. februar 1932, Veliko Tinje, † 10. julij 2017, Slovenska Bistrica.
Janko Čar je leta 1958 diplomiral iz slavistike na Filozofski fakulteti v Ljubljani in prav tam 1989 doktoriral iz kratke proze Ivana Tavčarja. Od leta 1958 do 1964 je poučeval na osnovni šoli nato pa se je zaposlil na Pedagoški akademiji, predhodnici današnje PEF v Mariboru, kjer je bil od 1989 docent za slovenski jezik na PEF. Proučeval je kulturo ustnega in pisnega izražanja Slovencev v javnosti, pravorečje, stavčno fonetiko, jezikovno zvrstnost in skladenjsko stilistiko. 
Leta 1997 je izdal pesniško zbirko Med svitom in zarjo. V prvih mesecih leta 2009 je bil avtor in režiser komedije Kako so v Butalah preimenovali ulice. Premiera 15. marca 2009 v domačem kraju na odru Kulturnega društva Slomšek je sovpadala s podelitvijo naziva častnega občana občine Slovenske Bistrice. Bil je član Evropske akademije znanosti in umetnosti, vodil je občinski svet Slovenske Bistrice. 
Bil je tudi častni član Slavističnega društva Slovenije.